# عصمت اینونو
مصطفی عصمت اینونو (به ترکی استانبولی: Mustafa İsmet İnönü) (۲۴ سپتامبر ۱۸۸۴ – ۲۵ دسامبر ۱۹۷۳) ژنرال ارتش، نخست‌وزیر و دومین رئیس‌جمهور ترکیه بود. در سال ۱۹۳۸ حزب جمهوری‌خواه خلق به او لقب رهبر ملی (به ترکی استانبولی: Milli Şef) داد. عصمت اینونو در ۲۵ دسامبر ۱۹۷۳ در سن ۸۹ سالگی درگذشت.

## خانواده و سال‌های آغازینِ زندگی
او در ازمیر به دنیا آمد. پدرش حاجی رشید بی (به ترکی استانبولی: Hacı Reşid Bey) متولد ملطیه و اصالتاً کُرد بود و در امپراطوری عثمانی به قضاوت مشغول بود. مادرش چوریه خانم (به ترکی استانبولی: Cevriye Hanım)، دختر پدر و مادری ترک بود که از بلغارستان پناهنده شده بودند. به خاطر شغل پدرش خانواده از شهری به شهر دیگر نقل مکان می‌کردند، بنابراین عصمت اینونو تحصیلات مقدماتی خود را در سیواس به پایان برد.
عصمت اینونو برای بیشی از نیم عمر خود به نام «عصمت پاشا» نامیده می‌شد. او نام خود را در سال‌های دهه ۱۹۳۰ پس از آنکه آتاتورک فرمان داد که تمامی مردم ترکیه باید نام خانوادگی داشته باشند، عوض کرد. عصمت پاشا، نام خانوادگی اینونو را از شهری به همین نام در آناتولی مرکزی گرفته‌است. او در این شهر با درجه ژنرالی فرمانده نیروهای ترک در بزرگ‌ترین نبردهای زندگی نظامی‌اش بود. نبرد اول اینونو و نبرد دوم اینونو که نقش مهمی در جنگ استقلال ترکیه داشت.
پسر او اردل اینونو فیزیکدان با گرایش ریاضی و برنده مدال وینگر و معاون پیشین نخست‌وزیر ترکیه بود. او همچنین رهبر حزب سوسیال دموکرات و حزب مردمگرای سوسیال دموکرات و رهبر افتخاری حزب سوسیال دموکرات خلق بود.

## آغاز زندگی نظامی
اینونو از آکادمی نظامی به عنوان افسر توپخانه فارغ‌التحصیل شد و اولین منصب خود را در ارتش عثمانی دریافت کرد. او به کمیته اتحاد و توسعه پیوست. او نخستین موفقیت‌های نظامی‌اش را با سرکوب دو شورش علیه امپراتوری عثمانی به دست آورد. اولین شورش در روملیا و بعدی در یمن به رهبری یحیی محمد حمیدالدین بودند. او به عنوان افسر در جنگ‌های بالکان در جبهه بین عثمانی و بلغارستان خدمت کرد. در طول جنگ جهانی اول او با درجه سرهنگی تحت فرماندهی مصطفی کمال پاشا در جبهه قفقاز و فلسطین می‌جنگید.

## جنگ استقلال

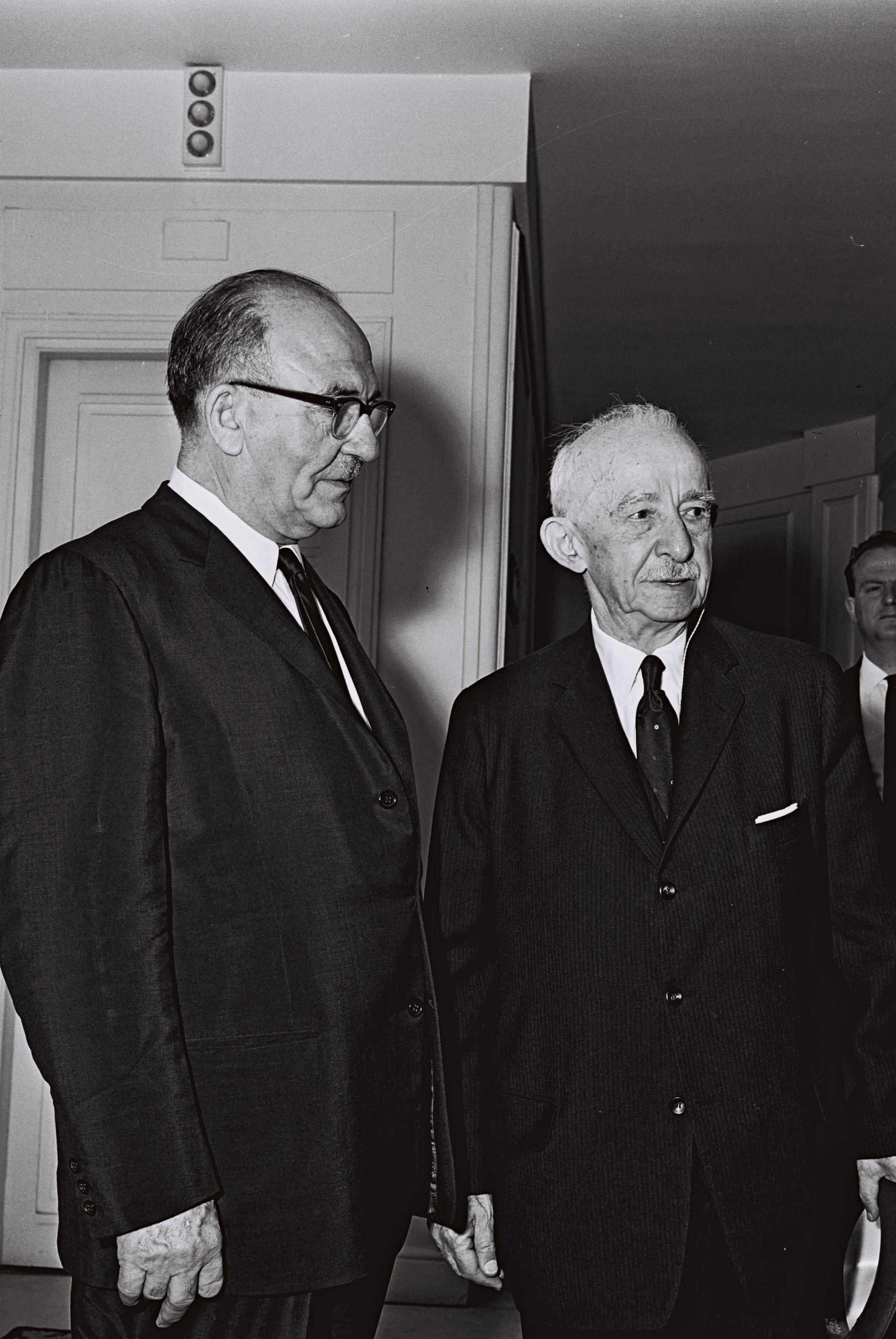
اینونو و لوی اشکول نخست‌وزیر اسرائیل، ژوئیه ۱۹۶۴‏

عصمت اینونو پس از شکست در نبرد مگیدو در برابر ژنرال آلنبی در آخرین روزهای جنگ جهانی اوّل به حرکت ملی‌گرایان ترک پیوست و به فرماندهی ارتش غربی ترکها برگزیده شد. او در طول جنگ استقلال در این مقام خدمت کرد. پس از نبردهای اینونو و شکست دادن ارتش یونان در غرب آناتولی در بهار ۱۹۲۱، او به درجه سرتیپی ارتقا یافت. در جنگ استقلال ترکیه او عضو مجمع ملی ترک در آنکارا بود.
در ژوئیه ۱۹۲۱، زمانی که او در مقام رئیس ستاد ارتش بود، نیروهای ترک در نبرد بزرگی از ارتش یونان شکست خوردند و در نتیجه این شکست شهرهای اسکی شهر، کوتاهیه وافیون قره‌حصار از دست رفت. به خاطر این شکست، عصمت اینونو با فوضی پاشا جایگزین شد. فوضی پاشا در آن زمان نخست‌وزیر و وزیر دفاع بود. اینونو به عنوان افسر ستاد در نبردهای بعدی شرکت کرد و در پایان جنگ استقلال به عنوان مذاکره‌کننده ارشد هیئت ترک در متارکه مودانیا و در پیمان لوزان انتخاب شد. عصمت اینونو با انعقاد عهدنامه لوزان و فسخ عهدنامه سور، هرگونه زمینه‌سازی برای حل مسئلهٔ کُردها در ترکیه و نهایتاً استقلال آنها در آینده را از بین برد.

## نگارخانه

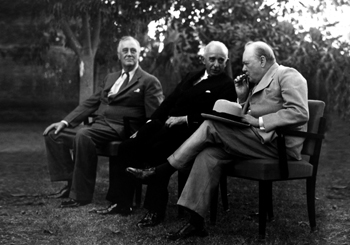
همراه با وینستون چرچیل و فرانکلین دلانو روزولت ۱۹۴۳
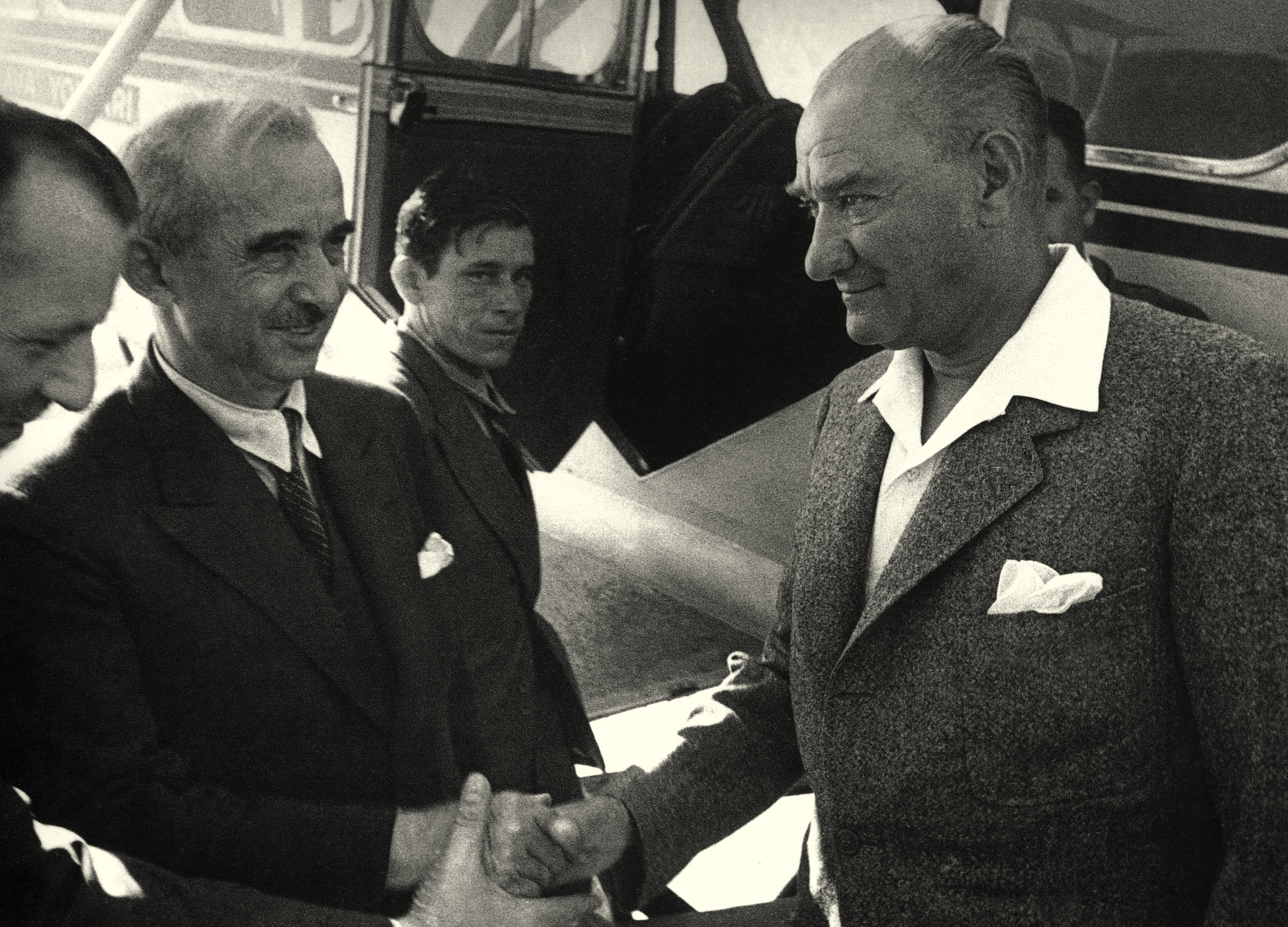
با مصطفی کمال آتاترک ۱۹۳۶
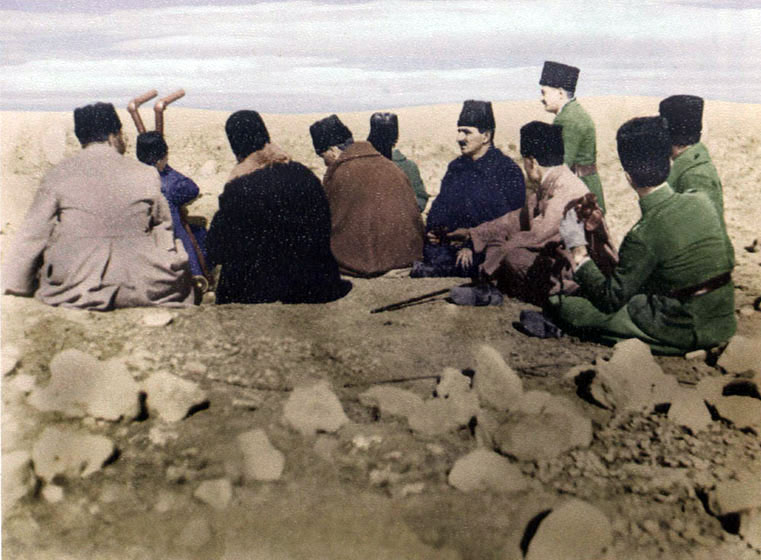
نبرد سقاریه در پست نگهبانی دعاتپه.